# Мішок з кістками
«Мішок з кістками» (англ. Bag of Bones) — тридцять п'ятий роман американського письменника Стівена Кінга, написаний у жанрі готичної літератури. Вперше був опублікований в 1998 році видавництвом Scribner. Розповідь ведеться від імені письменника Майка Нунена, який через смерть вагітної дружини відчуває багаторічну творчу кризу. Виїхавши у свій старий заміський будинок, званий «Сарою-Реготухою», Майк стає свідком дивних подій, пов'язаних з його житлом і новими знайомими. Твір було написано під враженням від роману «Ребекка» Дафні Дюмор'є. «Мішок з кістками», спочатку розрахований на широку аудиторію, став першою опублікованою роботою автора після припинення відносин з колишнім видавцем — Viking Press.
Книга протрималася 20 тижнів у списку бестселерів газети New York Times, отримала «Премію Брема Стокера», «Британську премію фентезі» і премію «Локус». Літературні критики поблажливо поставилися до роботи Кінга, виконаної ним у класичній манері. Вони похвалили несподівані сюжетні повороти, гострі діалоги, витончений письменницький стиль, емоційність сюжету, але залишилися незадоволені злиттям повсякденній частині роману з надприродною, а також деякою недомовленістю і нелогічністю оповідання. Роман був адаптований у форматі телевізійного міні-серіалу, який був показаний в 2011 році на каналі A&E Network.

## Сюжет
Головний герой, Майк Нунен, письменник бестселерів, потерпає через психологічний письменницький бар'єр, який виник після того, як його вагітна дружина Джоана раптово померла від аневризми мозку. Після її смерті минуло чотири роки, проте, Майк досі сумує через втрату, а також потерпає від жахіть, пов'язаних з його будинком у Пе-Ер-90 (місто, назване на честь його координат на карті), що знаходиться в штаті Мен. Він вирішує протистояти своєму страху і приїжджає у свій старий будинок під назвою «Сара-Реготуха», що знаходиться на озері Темний Слід.
У перший же день Майк Нунен зустрічає трирічну дівчинку Кіру і її молоду овдовілу матір Метті Дівоур. Свекор Метті, Макс Дівоур, — 85-річний мільйонер, який прагне отримати опіку над своєю онукою. Майк поступово прив'язується до Метті та Кіри й, бажаючи допомогти, наймає їй адвоката Джона Сторроу, щоб допомогти Метті виграти справу про опіку. Все починає налагоджуватися, і Майк позбавляється від письменницького бар'єра і починає писати знову, несподівано для себе, розуміючи, що привид його дружини, яку він кликав Джо, намагається допомогти йому розкрити таємницю Сари Тідуелл, чорношкірої блюзової співачки, якій раніше належав будинок Майка і чий дух зараз проявляється в будинку. У Майка з'являються повторювані тривожні сни та бачення. Він розуміє, що має якийсь психологічний зв'язок з Метті та Кірою. Макс Дівоур і його особиста помічниця Роджетт Вітмор намагаються втопити Майка, скинувши його в озеро і закидаючи камінням, проте він виживає завдяки допомозі духа Джо. На наступний день після цього випадку Макс Дівоур кінчає життя самогубством, усвідомивши, що не зможе виграти справу про опіку.
Сторроу і приватний детектив Джордж Кеннеді починають святкувати перемогу у справі про опіку у зв'язку з самогубством Дівоура разом з Майком і Метті. Несподівано до трейлера, у якого розташувалися герої, під'їжджає автомобіль. З нього починають стріляти, кулі ранять Сторроу, Кеннеді й вбивають Метті. Джордж Кеннеді стріляє в автомобіль, вбиваючи водія і за допомогою Майка захоплюючи стрілка. Потім, Майк відвозить Кіру до себе додому. Під впливом примари Сари Майком опановують думки про те, щоб втопити дівчинку і покінчити життя самогубством. Привид Джо заважає Майку і намагається змусити звернути увагу на рукопис роману, який він почав писати. На сторінках виявляються підказки, які допомагають Майку виявити сховані документи Джо, доводять спорідненість Майка з однією з місцевих родин.
Кілька сімей, які поклали початок масовим утоплениям, мали дітей, чиї імена починалися на літеру «K». Макс здогадується, що наступною може стати Кіра, що є нащадком Макса Дівоура. Документи також свідчать, що наступним утоплеником могла б стати ненароджена дитина Майка і Джо, яку вони так само хотіли назвати ім'ям на літеру «K». Майк усвідомлює, що це прокляття Сари Тідуелл за те, що було зроблено з нею десятки років тому. Він іде з дому, щоб знайти стару могилу Сари. Привиди старих сімей намагаються зупинити Майка, потім у Майка з'являється бачення того, як ці люди жорстоко зґвалтували та вбили Сару, а також втопили її сина Кіто в озері. Всі діти, ім'я яких починалося на букву «K», були нащадками цих людей. Майк не зупиняється і досягає місця, де спочивають рештки Сари Тідуелл і її сина Кіто. Знищивши кістки, він знімає прокляття і знищує її примари.
Повернувшись в будинок, Майк виявляє, що Роджетт Вітмор викрала Кіру. Він переслідує їх до озера; в процесі гонитви до нього приходить розуміння, що Роджетт є родичкою Макса Дівоура. З'являється привид Метті, який зіштовхує Роджетт у воду. Роджетт намагається потягти за собою Майка, однак її протикає уламком дошки від причалу. Привид Метті прощається з Кірою і Майком і просить його подбати про свою доньку. Роман закінчується епілогом, в якому Майк намагається удочерити Кіру. Це займає більше часу, ніж очікувалося, і залишається невідомим, чи зробив він це. У головного героя відновлюється письменницький бар'єр, і він знову повністю перестає писати.

## Історія створення
Написання
Письменник почав «Мішок з кістками» в 1997 році і закінчив через вісім місяців, у лютому 1998 року. Кінг не спав кілька ночей, працюючи над книгою. Роман писався від руки зі швидкістю 11 сторінок в день. За кількістю тексту твір вважається десятим з числа найбільш об'ємних робіт автора. Назву твору було запозичено з крилатої фрази Томаса Харді, — «живий персонаж роману — це всього лише мішок з кістками». Враховуючи сюжет роману, вираз набуває більш похмурий і буквальний сенс. За задумом «Мішок з кістками» повинен був відповідати готичної концепції: «Це роман про таємниці, про речі, які поховали, і вони якийсь час лежали, ніким не помічені, поки не пішов запашок, як від закопаного трупа», — казав Стівен. Твір писався під враженням від роману «Ребекка» Дафни Дюмор'є, в якому жінка виходить заміж за людину, переслідуванну пам'яттю про покійну дружину. Розповідь у книзі ведеться від першої особи, що письменник рідко практикував у своїх роботах великої форми.
У своїх мемуарах «Як писати книги» Кінг відносив твір до романів із запланованим сюжетом, готичної і складною фабулою про овдовілого письменника в будинку з привидами. «Історія ТР-90 і розповідь про те, чого дійсно хотіла покійна дружина письменника Майка Нунена в своє останнє літо, виникли спонтанно — іншими словами, вони були частиною однієї скам'янілості», — писав він. Левова частка роману присвячена передісторії — першій роботі головного героя, продаж першого роману, стосунків з родиною загиблої дружини, спогадами про «Сару-Реготушку», що нестандартно для робіт Кінга. Такий хід сподобався дружині Стівена, Табіті, хоча вона і попросила чоловіка прибрати подробиці служби Майкла в міській раді, щоб не втомлювати читача зайвими деталями. Визнавши це зауваження справедливим, Кінг скоротив цей фрагмент сюжету до кількох абзаців. Кінг не приховував, що центральною темою твору є ставлення батьків і дочок у глибинці. Крім іншого, він описував сексуальне тяжіння між 50-річним чоловіком і 20-річною жінкою.
Кінг намагався дистанціювати від себе Майка Нунена, загальних рис він визнавав схожість в підході до роботи і поглядах на творчість. В іншому герой книги менш успішний, бездітний і переживає творчу кризу. За сюжетом Майкл «збирав» свої романи, відкладаючи їх публікацію. Цю деталь Кінг підчеркнув з чуток про Даніеле Стіл — вона нібито пише по три роману в рік, але публікує тільки два. Щось подібне до закінчення свого творчого шляху практикувала і Агата Крісті. Як і герой роману, Стівен випробовував тимчасовий письменницький бар'єр в 1987 році. «Сара-Реготуха» багато в чому списана з літнього будинку Кінга, розташованого в штаті Мен, а прототипом озера Темний Слід є озеро Кезер з Сентер-Ловела.
Книга, зазвичай, має безліч перехресних зв'язків з іншими роботами письменника. Котедж Майкла Нунена з'являється в циклі «Темна Вежа» у вигляді «Сари-Реготухи». Скандальна газета Inside View, що фігурує в романі, раніше згадувалася в книгах «Безплідні землі» і «Мертва зона». Майк живе в Деррі, вигаданому місті, що зайняв важливе місце у творчості письменника. У книзі також згадуються Білл Денбро («Воно»), Ральф Робертс («Безсоння»), Норріс Ріджвик, Алан Пангборн, Патриція Чалмерс («Потрібні речі»), Рей Герреті («Довга прогулянка»), Джессі Бірлінгейм («Гра Джералда»), а також стає зрозуміла доля Теда Бомонта («Темна половина»), який покінчив життя самогубством після відходу дружини. На думку ряду критиків, сценарій відеогри Alan Wake був написаний під впливом роману.

## Публікація
Письменник запросив за твір з видавництва Viking Press 18 мільйонів доларів. За однією з версій, настільки висока сума була обумовлена фінансовими потребами — син Кінга Джо Хілл мав намір одружитися, і парі потрібно було купити будинок. За іншими даними Кінг втомився від довгої співпраці з Viking і шукав привід для відходу. Він був розчарований, що його позиціонують виключно як автора романів жахів. В інтерв'ю журналу Time він також уточнив, що хотів обійти Тома Кленсі, чиї твори продавалися більш успішно. Видавці погодилися, визнавши, що книга не окупиться, і Стівен уклав новий контракт з Simon & Schuster на публікацію трьох романів. Він отримав 2 мільйони авансу і гарантію 55 % доходів від майбутніх продажів книги. Нова схема оплати повинна була забезпечити одержання більш високого прибутку. Преса стала звинувачувати письменника в жадібності, і Стівен згодом вважав всю ситуацію дурною. За його словами, якби можна було повернути час назад, він продав би книгу за один долар.
Поширенню книги сприяла широка рекламна кампанія. Фокус-група витратила чотири ночі, щоб дізнатися причину відтоку читачів, яким супроводжувався вихід попередніх робіт Кінга. За результатами їх аналізу, жінки переставали його читати, дізнавшись, що він пише жахи. Тому прес-реліз описував «Мішок з кістками» як «історію кохання з привидами», а на суперобкладинці книги великим шрифтом повідомлялося про отриману автором премії О. Генрі. Книгу просували Емі Тан і Глорія Нейлоргіеп, про твір віщали транспаранти, активно рекламували роман магазини мережі Blockbusterruen. Під час рекламного туру твори, в який також входила поїздка до Великої Британії, письменник повідомляв, що хотів би «піти на спокій». За чутками, роман повинен був стати останньою роботою автора.
«Мішок з кістками» став тридцять п'ятим романом у бібліографії письменника. Він був опублікований 22 вересня 1998 року підрозділом Simon & Schuster — Scribner. Після публікації книги Кінг отримав близько чотирьох тисяч листів, пов'язаних з «Мішком з кістками». Перший наклад книги склав 1 мільйон 360 тисяч копій; крім того було видано 9 тисяч копій попереднього видання. Обмеженне британське видання у 500 копій надійшло в продаж до американського. Всі екземпляри цієї версії книги були підписані письменником на екслібрісі. Всього було продано 1,55 млн екземплярів роману. Німецькою мовою в перекладі Йоахіма Корбера роман отримав назву «Сара». Адаптація «Мішка з кістками» у форматі аудіокниги з'явилася в 1998 році на аудіокасетах і CD-дисках. Текст читав сам Кінг. Тривалість начитки склала 22 години. Своїм персонажам з глибинки Стівен при читанні надав специфічні особливості мови і акцент. В ряді сцен були використані звукові ефекти. Кінг самостійно заспівав пісні Сари Тідуелл. Продюсувала запис Ів Бегларіен, раніше допомагала з адаптацією розповіді «Людина в чорному костюмі».

## Відгуки
Книга потрапила до списку бестселерів газети New York Times, де протрималася 20 тижнів, в їх числі на першому місці — один місяць. У 1999 році роман отримав кілька престижних нагород — Премію Брема Стокера", «Британську премію фентезі», а також премію «Локус» у номінації «темне фентезі/роман жахів». Publishers Weekly поставив твір на третє місце в списку бестселерів 1998 року, а в списку кращих книг другого тисячоліття за версією Amazon (англ. Amazon Best of Millennium Poll) книга розташувалася на сімдесят п'ятій позиції. «Мішок з кістками» частина критиків називала кульмінацією творчості письменника, одного з найбільш яскравих і ефектних його робіт, і навіть одним з найкращих романів письменника. Інші ж писали, що книга, з огляду на її недоліки, «жива», але навряд чи краща. Письменник підняв загальну якість та емоційність роману, додав історії про привидів романтики, трилера і саспенса. Твір отримав схвальні відгуки навіть від тих оглядачів, які раніше не читали книг автора.
Незрозумілі прояви потойбічних сил, таємниці, духи, які спілкуються з допомогою магнітиків на холодильнику формують класичну кінговську історію. Критики відзначали, що «Мішок з кістками» перегукується з «Історією Лізі» з деякою зміною ролей. Вивчення тематики письменства і нескорених муз Кінг присвятив такі праці як «Мізері», «Сяйво», «Секретне вікно, секретний сад», «Темна половина», «Жереб». На відміну від інших схожих робіт, Кінг концентрується на деталях літературного процесу, а також на зв'язку між реальним і вигаданим світами. На іншому рівні сприйняття роман бачиться як історія буденного письменницького бізнесу, наповнена відсиланнями до «Писареві Бартлбігіеп», «Ребеці» і колегам по списках бестселерів — Гришему, Кленсі, Ауелугіеп. У книзі близько сорока відсилань до різного роду авторів. Хайді Стрейнджелл бачила багато спільного у романа з твором «Замок Отранто» — мелодрамою, в якому минуле переслідує даний, архетип Примари і готичної галереєю героїв.
Кінг усвідомлено використовує деякі сюжетні лінії роману «Ребекка» Дафні Дюмор'є. Серед героїв цієї книги є персонажі, схожі на Джо Нунен і Макса Дівоура.
Оглядачі порівнювали протагоніста з самим Кінгом, Мері Хіггінс Кларк і Полом Шелдоном. У книзі він постає як письменник середньої руки, що користується попитом авторських романтичних халтурних романів. Завдяки цьому герою Кінг присвячує читача в інтимний творчий процес. Підсвідомість Майка обгорнуте тонкою тканиною повсякденного життя, воно повно передчуттів, раптових осяянь і жахливих видінь. Його траур за померлу дружину супроводжується відкриттям темних подій минулого. Маленька Кіра пробуджує в ньому нереалізоване почуття батьківства. Майка відносили до ідеалізованих батьків і чоловіків, як Стью Редмана з «Протистояння», Едгара Фрімантла з «Дьюма-Кі» або Білла Стейнера з «Рози Марени». Особисті та професійні проблеми героя займають домінуюче місце в книзі. В ненормальному мільйонері Максі Діовоурі письменник висловив сильну неприязнь до багатіїв. У книзі він постає як втілення зла з сильними зв'язками з минулого. Рецензенти пов'язували смерть Метті з тим, що оповідання заходило в глухий кут.
Сексуальні сцени в романі дослідник творчості Кінга Тоні Магістрейл називає нудотно романтизованими. З одного боку Стівен намагається говорити про серйозні теми — творчості, важких втрат, вадах расизму, однак результат виявляється нудним. При цьому пояснення багатьох надприродних речей «залишається за дужками». Критики задавалися питаннями, чому знищення реального мішка з кістками дає можливість позбутися досить стійкого злого духа і хто такі «аутсайдери», що з'являються за 35 сторінок до кінця роману, розраховані на пояснення фантомних метаморфоз вбитого. У романі присутні сцени, здаються переконливими при прочитанні, але смішними задніми числами, зокрема епізод з потопаючим Майком, у якого інвалід-візочник кидає каміння. Деяким рецензентам не сподобалися численні вставки про погляди на творчість ряду письменників, через чого книгу називали затягнутою. Мелодраматичні пасажі вимагають певного терпіння від читача. Схожість на ранні роботи автора деякі оглядачі розцінювали як плагіат.
Акцент на романтичну лінію став спробою письменника звернутися до жіночої аудиторії, зробивши написане «дивно старомодним». Початок твору з теми скорботи за померлу дружину було охарактеризовано як сильне і багатообіцяюче. Кінг достовірно описав письменницький побут і згуртоване суспільство сільської глибинки, не скупився на використання літературних метафор, підняв теми расизму та ксенофобії. Похвали заслужила сюжетна багатоплановість книги — історія постійно бере який-небудь новий напрямок, що примітно для автора з 25-річним стажем. Однак і в цьому аспекті багата уява письменника поступається логікою сюжету. В оповіданні, наповненому соковитими і гострими діалогами, привиди відіграють другорядну роль на тлі дійсно болісної кризи середнього віку Майка Нунена. Ведення оповіді від першої особи сприяло сприйняттю написаного як щоденника. Книга розрахована на любителів сильних емоцій.
Роман потрапляє відразу у дві категорії книг автора — як до числа творів, що будуються навколо історії персонажа («Зелена миля», «Рита Хейуорт і порятунок з Шоушенка»), так і в історії, побудовані на «ідеї», які Чарльз де Лінт називає «сумішшю шоку і трешу» («Регулятори», «Безнадія»). Кінг так і не зміг вирішити, чи є «Мішок з кістками» серйозною роботою на ниві художньої літератури або блокбастерним фільмом жахів. Даніель Мендельсон, оглядач New York Times, писав: «Бере за душу історія про такі знайомі загальнолюдські проблеми була кинута на півдорозі заради казки про надприродне, в кінцевому підсумку не такою вже страшною… Можна подумати, що свій головний жарт книга жартує над видавничим бізнесом. А як ще розуміти сагу про надприродне, в якій літературні агенти страшніше привидів?». Грейді Хендрікс зазначав, що «Мішок з кістками», незважаючи на свою захопливість, «втрачає направлення на півдорозі», після чого починається нагромадження майже випадкових тим, що досягає до кінцівці готичного розмаху і гротескних пропорцій. Оглядач Fantasy & Science Fiction Чарльз де Лінт назвав твір потужним і динамічним романом, у якому всі тривожні сцени використані більш доречно, ніж це виходило в більш ранніх роботах.

## Екранізація
Спочатку передбачалося, що адаптація з'явиться у формі повнометражного фільму, а головну роль виконає Брюс Вілліс, який викупив права на екранізацію. Пізніше режисером був призначений Мік Гарріс. Для нього це був сьомий твір Кінга, який він адаптував для великих чи малих екранів. Спочатку режисер хотів знімати фільм в Маямі, але через нестачу фінансування зйомки були проведені в Канаді, а картина стала міні-серіалом. «Мішок з кістками» транслювали в 2011 році на каналі A&E Network. Майкла Нунена в телеверсії виконав Пірс Броснан, Джо — Аннабет Гіш, Метті — Мелісса Джордж. Сценарій був написаний Меттом Мадському і доповненний Кінгом, завдяки чому в оповіданні з'явилися відсилання до творчості письменника. Критикою екранізація була сприйнята прохолодно. До числа основних недоліків картини приписували невдалий вибір головного актора (Броснан, на думку багатьох, «жахливо перегравав»), а також нудний сюжет і затягнутість.